# Билетная бумага
Биле́тная бума́га — слабоклеенный малозольный или среднезольный вид бумаг, как правило, естественной белизны (редко — цветных бумаг), машинной или односторонней гладкости, предназначенный для печати билетов, абонементных талонов и других аналогичных бланков способом высокой печати.
Подразделяется на кинобилетную узорную бумагу и прочую билетную бумагу.
Из прочей билетной бумаги обычно изготавливаются рулончики с уже напечатанными местом производства, компанией сбыта, стоимостью. Позже надпечатывается номер билета. Реже (вне ГОСТа) — отдельные листы по 5 или 10 билетов расположением в ленту.
Бумага кинобилетная узорная используется  для распечатки афиш, кинобилетов; она обладает большей гладкостью.